# Cornelis de Vos
Cornelis de Vos, flamski slikar, * 1584, Hulst, † 9. maj 1651, Antwerpen.